# Jean Seberg

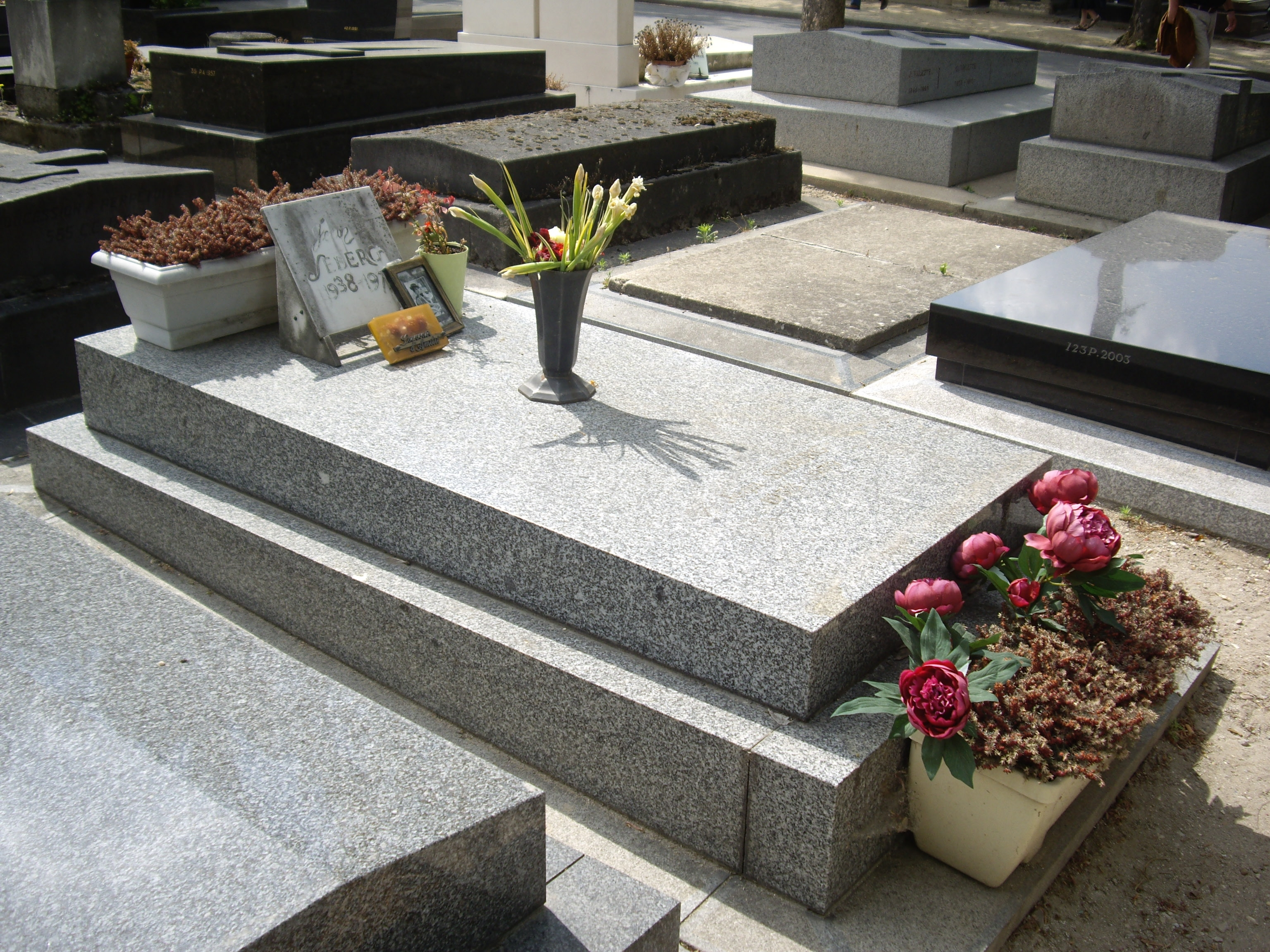
Grób Jean Seberg na Cmentarzu Montparnasse

Jean Seberg (ur. 13 listopada 1938 w Marshalltown, zm. 30 sierpnia 1979 w Paryżu) – amerykańska aktorka i reżyserka filmowa.

## Życiorys
Zagrała w kilkudziesięciu filmach amerykańskich i europejskich. Przez długie lata mieszkała we Francji i występowała głównie w dziełach francuskich reżyserów. Została odkryta przez Otto Premingera, który obsadził ją w tytułowej roli (Joanny d’Arc) w dramacie Saint Joan (1957). We Francji zagrała m.in. w Do utraty tchu (1960), jednym z klasycznych filmów Nowej Fali. W 1969 zagrała w komedii muzycznej Josha Logana Pomaluj swój wóz razem z Clintem Eastwoodem i Lee Marvinem. W 1974 wyreżyserowała krótkometrażowy dramat Ballad for Billy the Kid
Poza ekranem znana była z burzliwego i tragicznego życia osobistego. Była czterokrotnie zamężna, w latach 1962–1970 jej mężem był pisarz Romain Gary. Zginęła śmiercią samobójczą, po przedawkowaniu barbituranów.
W 2019 powstał film Seberg oparty na życiu aktorki. W roli tytułowej wystąpiła Kristen Stewart.

## Wybrana filmografia
- 1957 – Święta Joanna
- 1958 – Witaj, smutku
- 1959 – Mysz, która ryknęła
- 1960 – Do utraty tchu
- 1964 – Lilith
- 1966 – Linia demarkacyjna
- 1968 – Wahadło
- 1969 – Pomaluj swój wóz
- 1970 – Port lotniczy
- 1972 – Porwanie